# Vittorio Santoli
Vittorio Santoli (* 11. März 1901 in Pistoia; † 12. Februar 1971 in Florenz) war ein italienischer Germanist und Literaturkritiker.
Santoli war bis 1967 Professor an der geisteswissenschaftlichen Fakultät der Universität Florenz. Zusammen mit Carlo Pellegrini gründete und leitete er die Rivista di letterature moderne e comparate. 1965 erhielt er eine Goethe-Medaille.

## Veröffentlichungen (Auswahl)
- Wackenroder e il misticismo estetico, Rieti, Bibliotheca editrice, 1929.
- Friedrich Schlegel estetico e critico, Florenz, Sansoni, 1935.
- Cinque canti popolari della Raccolta Barbi, In: Annali della R. Scuola Normale Superiore di Pisa, 2. Aufl., Bd. 7, 1938.
- I canti popolari italiani. Ricerche e questioni, Florenz, Sansoni, 1940.
- Michele Barbi, in «Studi di filologia italiana», 1944, S. 7–27.
- La letteratura italiana, la tedesca e le nordiche, In Problemi e orientamenti critici di lingua e di letteratura italiana, Bd. 4: Letterature comparate, Mailand, Marzorati, 1948, S. 197–260.
- Goethe e il «Faust». Due saggi, Florenz, Sansoni, 1952.
- Storia della letteratura tedesca, Turin, Edizioni Radio Italiana, 1955.
- Fra Germania e Italia. Scritti di storia letteraria, Florenz, Le Monnier, 1962.
- I canti popolari italiani. Ricerche e questioni, Florenz, Sansoni, 1968.
- Da Lessing a Brecht. I grandi scrittori nella grande critica tedesca Mailand, Bompiani, 1968.
- La letteratura tedesca moderna, Florenz, Sansoni/Accademia, 1971.